# 馬錫 (嘉靖進士)
馬錫（1510年—？），字伯厚，河南開封府尉氏縣人，軍籍，明朝政治人物。

## 生平
嘉靖十三年（1534年）甲午科河南鄉試第四十六名舉人。嘉靖二十三年（1544年）中式甲辰科會試第一百九十一名，登第三甲第八名進士。授行人，二十六年六月选授礼科给事中，弹劾户部尚书王杲受贿，王杲被下狱遣戍。二十七年三月升吏科右，十月以托病乞归，无同僚同乡官勘结，降一级调外任。

## 家族
曾祖馬三；祖父馬通；父馬文奎，母常氏。具庆下。兄馬镗、馬镒。弟馬钿、馬鐩、馬锴。